# Богуновићи (племе)
Порекло српског братства Богуновића је из Старе Рашке. односно из данашњег подручја северне Црне Горе (Стара Херцеговина), која је освојена/ослобођена 1876. године, у рату против Турака од стране Срба (из Црне Горе), које је предводио књаз Никола I Петровић Његош.
Мада се, у овом случају (неспорно) ради о „братству“ (пониклом из водеће српске племићке породице), постоје неки аутори, попут Јована Т. Цвијића (1865-1927) и Милана Карановића (1882-1955), који у свом монументалном научном раду: „Насеља и порекло становништва“ (поглавље: „Поуње у Босанској Крајини“, Српска краљевска академија, Београд, 1925, pp. 349), називају исто „племеном“, разврставајући га због бројности на три групе родова (о чему ће у даљем тексту бити више речи).
Богуновићи представљају познату „морлачку породицу“ (Морлак, тј. Моровлах / Црни Влах — Србин ускок), која је уз друге српске племићке породице попут Јанковића (Митровића), Синобада, Рашковића. Владимировића, Качића, Будисављевића и других, креирала српску динарску историју од 16. до 20 века.

Ова породица (Богуновић) ће остати упамћена у српској националној историји по томе што је дала многе истакнуте личности, које су се истицале борбом за одржање и ослобођење српског националног корпуса, односно простора.

## Долазак Лаврентија Немањића у Дубровник
Када је у 13. новембра 1350. године Дубровник посетио цар Стефан IV Урош Душан Немањић, (1308-1355), цар Србије (владао: 1345-1355) у пратњи му је био („Чингријина генеалогија“) и његов рођак Лаврентије Немањић (итал. Lauriza Bogunovich figlio di Bogun Nemagnich), син Богуна Немањића (како су забележили Дубровчани: угледног племића из 14. века), родоначелника породице Богуновић који је живео у области Левер Таре и Ђурђевића Таре (у данашњој општини Пљевља), где су се у оно време налазили бројни летњиковци српске владарске породице Немањића.
Цар Душан, само је успутно свратио у овај српски приморски град, пошто је после смрти (1348) Младена III Шубића - Брибирског (1315-1348), мужа своје сестре Јелене Немањић (1320-1355), морао претходно отићи са великом војском на северозапад српског царства да обезбеди све њене поседе.
За ове поседе племићке породице Шубић: Клис, Скрадин, Омиш и Крка, били су заинтересовани Млечани, као и Угри.
Душан је најпре из Хумске земље продужио пут ка Цетини и Крки, а на Крки се чак неко време задржао боравећи на двору своје сестре.
Посета Дубровнику, одиграла се непосредно по његовом повратку са поседа Јелене Немањић.
Једно дубровачко посланство (од шест племића), позвало га је 25. октобра 1350. године, да са царицом и сином, и уз пратњу од „сто одабраних људи“ посети Дубровник, две дубровачке ратне галије, под командом Савина Бондића (1312-1367), дошле су по цара (Дубровчани су га називали: „dominus imperator“) у Цавтат, да би га оданде превезле са пратњом до тзв. „Приморске капије“ одакле је исти ушао у град.
О овом доласку српског цара у Дубровник, Јорјо Тадић (1899-1969), угледни представник Срба католика у Далмацији, оставио нам је у својој богатој историјско-научној заоставштини следеће податке (пронађене у Дубровачком архиву, чији је био велики познавалац):

»Душан, царица Јелена и млади краљ Урош, искрцали су се у дубровачкој луци, на оном мосту код кнежева Двора. Судећи по каснијим прописима за сличне пријеме, изашли су и тада на обалу Кнез са свом властелом, а због присуства царице, мора да су међу њима биле и дубровачке владарке (властелинке). Свечана поворка, прошла је кроз градска врата од Понте и ушла у Двор, где су увијек отсиједале само најугледније личности, које су долазиле у Дубровник. Неки кажу, да је Душан остао само три дана, што је лако вјероватно, док други говоре да је у Дубровнику боравио осам дана. Дубровчани су даровали цару 60 финих тканина, што је онда представљало велику вриједност, а можда и још штогод. Половином децембра, послали су царици Јелени воска, по свој прилици воштаних свијећа, у вредности 100 перпера. Прије одласка, кажу неки кроничари, Душан је препоручио Дубровчанима да добро пазе на своју државу и да чувају своју слободу, па су вјероватно у вези с тиме, већ 18. новембра донијели неке одлуке о појачању градских зидина, те о подизању и учвршћивању старих утврђења града.«
Он нам такође у наставку горњег текста каже:
»Али Јакоб Лукаревић (1551-1615) још приповиједа како је дубровачки Двор био красно удешен, на посебан начин, јер је влада хтјела што свечаније почастити овако угледног госта. Чак прича да су неки грчки умјетници израдили многе слике о великим Душановим побједама, а да је направљен и један портрет самог цара. Помишљало се, каже Лукаревић, да се његов лик исклеше у камену, али да се нашло како слика у бојама има више дражи и како је живља од хладног камена. Марво Орбини (1603) прича о великим и непрекидним забавама, гозбама и игранкама, приређеним у почаст цара Душана, као и о даровима, које су му Дубровчани поклонили.«
Лаврентије је (као што је забележено у Дубровачком архиву), остао да живи у Дубровнику, а у знак поштовања на свог угледног оца, узео је презиме Богуновић, па су га тако касније и запамтили у овом граду, као Лаврентија-Лаврицу Богуновића.
Експерт за средњовековну историју Дубровника, др Ружа Ћук (1949-2007) са Историјског института САНУ, о овоме каже следеће: »Према казивању Чингријине генеалогије, Ловица (Лаврентије) Богуновић, син Богуна Немањића дошао је у Дубровник 1350. године.«, мало даље, она наставља: »Ловрица се налазио на српском двору и у царевој пратњи.«, и на крају говора о Лаврентијевом доласку у град под Срђем, наглашава: »Готово сви подаци из Чингријине генеалогије могу се проверити и у осталој грађи из Дубровачког архива. Сведочанство Чингријине генеалогије, према којима је Ловрица Богуновић дошао са царем Стефаном...«.

## Настањивање у Дубровнику и ширење породице ван њега
Лаврентије је остао да живи у Дубровнику (подаци Дубровачког архива), а у знак поштовања на свог угледног оца, узео је презиме Богуновић, па су га тако касније и запамтили у овом граду, као Лаврентија-Лаврицу Богуновића.
Потомци Лаврентија, који су почели носити патрономичко презиме Богуновићи су више од 232. године живели у српском Дубровнику, односно све до 1582. године (др Синдик и др Ћук), те су се потом братственици-породице (у више колона и праваца) отиснуле из Херцеговине и околине Дубровника, ка јужној, средњој и северној Далмацији, односно ка региону насељеном Србима православцима и католицима, који Млечани називају: „raggione de Morlachi“.

Ово се дешавало непосредно пре и у току тзв. Кандијског рата (итал. La guerra di Candia), тј. Шестог турско-млетачког рата (1645-1669).
Током овог рата, сви су се војно способни братственици Богуновића борили за ослобођење Далмације и Лике (у склопу српске морлачке војске), под Илијом Смиљанићем (16??-1654), главнокомандујућим ускочким харамбашом и сердаром (војни чин изнад војводског), а потом и под главнокомандујућим (од 1681. године) ускочким сердаром Стојаном Јанковићем Митровићем (1636-1687), сином харамбаше Јанка Митровића (1613-1659), кога Млеци називају „capo principale de Morlachi“, а такође и под сердаром Јованом П. Синобадом (16??-1715), супраинтендантом целокупне Книнске Крајине, коме се морају покоравати сви Морлаци (Срби ускоци) као и остали досељеници у те крајеве.
Већина братственика се коначно (1689), у току чувеног Морејског рата (итал. La guerra di Morea), тј. Седмог турско-млетачког рата (1683-1699), населила у Врелу (Лика), тј. на самом извору реке Зрмање, док су се делови породице насељавали (нешто касније) и у Босанској Крајини.
О томе, да су Богуновићи једина позната породица, која „по мушкој линији“ води директно порекло од Немањића, писали су историчари, специјализовани за историју Дубровника у средњем веку: др Илија Синдик (1888-1958), Србин католик из Дубровника, др Ружа Ћук, те историчар Божидар В. Кљајевић (1953-), који се ускостручно бави породичном генеалогијом.
У Дубровнику су се Лаврентије Немањић–Богуновић и његови потомци бавили трговином, те су (користећи своје везе) ширили своју трговачку мрежу по целом српству: од Приштине, Призрена, Новог Брда, Митровице, Пазара, Пљеваља и других крајева у којима се (у оно време) одвијала жива трговина.
Мањи број породица из овог братства прихватило је католичку веру (углавном је у питању прекрштавање у 18—19. веку) већином због напредовања у војној служби, тј. војно-политичке каријере, а тек пар породица је у Босни прихватило ислам као своју религију, с друге стране преко 95% племена и даље је православног верског опредељења.
У Дубровачком архиву је забележено пар информација, које потичу са простора Херцеговине, односно Попова поља, а везане су за братство/породицу Богуновић.

Први пут тамо се помиње Цветко Богуновић, из Попова поља (крај Требиња), који је био заступник (јемац) у Дубровнику 8. јануара 1371. године, Градоју Трибутинићу (лат. Gradoe Tributinich или Gradoe Tributtino), властелину Трнова у Бановини Босни (1137-1377).
Други пут се помиње Брајко Богуновић из насеља Котези у Поповом пољу. Он се унајмљује у Дубровнику под одређеним условима, који су регулисани уговором обе стране.
Најпознатији дубровачки историчар (овде већ помињани) др Синдик, наводи у попису становништва Дубровника из 14. века, породицу Немањић-Богуновић, а у његовим даљим истраживањима помиње опет породицу Богуновић, овај пут на ободу овог Града, али из каснијих пописа становништва (од 1498. до 1514. године), односно у селима Мајакову (хрв. Majkovi) и Орашцу (хрв. Orašac).
Први Богуновић, који је из Дубровника прешао у Херцеговину био је Журо Богуновић.
По коме ће се прозвати једна нова породица — Журовићи, тј. Зуровићи, а онда касније и Зуровци. Од њихове гране породице касније ће настати и две исламске породице.
Иначе, из Херцеговине, Богуновићи се селе на подручје Шибеника (у сам Град и у његово залеђе), где их историчар др Душан Љ. Кашић (1914-1990), налази међу пописаним знаменитим српским породицама шибенске парохије, односно у попису домова тамошње православне општине (од 23. априла 1693. године), који ову парохију дели на три дела Град (итал. Citta di Sebenico), Варош при мору (итал. Borgo di mare) и Варош на копну (итал. Borgo di terra ferma) налазимо на другом месту (по реду) дом Секуле Богуновића (у Вароши на копну).
У књизи "Презимена у Црној Гори" (Београд: Београдска књига, 2007), аутори Аким Миљанић и Вукота Миљанић спомињу (pp. 53) локације на којима је регистровано презиме Богуновић на простору садашње Црне Горе, као и од када (које године) датирају најстарији сачувани помени наведеног презимена.
Колико су они у оквиру свог истраживања успели да сазнају, презиме Богуновић се спомиње у периоду од 1435—1940. године, у Котору и Судном Црном Плату.

## Настанак породице Богуновић-Мркушић
Огранак породице Богуновић која се налазио у тренутку продора (мај 1463. године) Турака у Босни, пребацио се после пада (јуна 1463. године) српске Краљевине Босне (1377-1463) назад у своју дедовину Херцеговину, односно у српско Војводство Светог Саве (1435-1483).
Када је Војводство Косача дошло под удар знатно јачих турских снага (1480-1482) и када је у истом постао живот неиздржив овај огранак се пресељава 1482. године у Подгору (у Макарском приморју).
Управо је та породица уврштена 1763. године у попис млетачких племића Макарског приморја, а хрватски хералдичар Виктор Антун Дуишин (1898-1963), забележио је у својом научном раду „Heraldički zbornik“ (1938) нешто података баш о овом огранку — Богуновића.
Један део ове грана породице Богуновић придодаје ново име свом презимену – Мркушић (лат. Merkusich или Marcusich), очигледно по неком члану породице (претку) Мркушу.
Тако да је у каснијим документима срећемо и под називом — Богуновић-Мркушић (хрв. Bogunović-Mrkušić).
Данас нам је остао сачуван и породични грб породице Богуновић-Мркушић. Овај грб (односно штит на коме се он налази), подељен је на два поља, тако што се на горњем пољу (на плавој позадини) налази апокрифни симбол старог српског грба Приморја и Хума (десна рука са мачем), уз голубицу (као симболу мира), која је леђима окренута мачу, док доње поље (у складу са породичном хералдичком традицијом) представља сећање на Босну, а састоји се од два зелена бора (дрво или можда грана), тј. две јеле (према хрватском фрањевачком историчару др Карлу Јуришићу). На врху штита је витешки шлем, а цела композиција прекривена је плавим огртачем, изнад кога се налази полумесец (симбол наде у славу). Доњи део грба је у облику траке (испод штита са грбом), који садржи хералдички мото породице Богуновић-Мркушић »Non minor ceteris« (Не мање од осталих), Према породичној традицији, најстарији познати породични предак био је Матеја Богуновић која се, након што су Турци освојили Босну (1463), преселио из Зворника у Херцеговину (тада познату као Војводство Светог Саве), а касније и у данашњу Подгору (јер су је Турци већ 1483. године освојили раније поменуто српско војводство).
Чланови овог огранка породице Богуновић подигли су у Подгори капелу „Светог Срца Исусова“ (капела је октогоналног облика са полукружним апсидом, а у унутрашњости је надсвођена куполом), која је данас заштићено културно добро и најзанимљивије историјско место у Подгори (тј. овом делу Далмације). Поменута капела представља специфичну сакралну грађевину са специфичном комбинацијом архитектонских стилова (мешавина венецијанског касног барока и локалних утицаја), односно за њу се може рећи да је један од најбоље сачуваних објеката те врсте у целом Макарском приморју.
Унутар овог архитектонског комплекса сачуван је »портал« (камени улаз са цветним мотивима) некадашњег летњиковца породице Богуновић-Мркушић. Исти портал је раније стајао у близини капеле, док се у унутар комплекса бившег летњиковца налази и један (савршено очувани) грб породице Богуновић-Мркушић, на коме су симболично повезани Далмација (у којој је део припадника ове српске племићке породице живео још од 16. века), али и Босна (где је овај породични огранак Богуновића живео све до 15. века).
Богуновићи, који се спомињу 1690. године у Баћини (у општини Плоче), а који овај крај (Баћину) од раније насељавају (још пре 1684. године) су најближи огранак ове породице. Словеначки географ Отокар Лахман (1899-1977) помиње управо ове Богуновиће (по извору из 1804. године) на истом том подручју, у једном свом раду, приређеном за хрватског антропогеографа Бранимира Гушића (1901-1975).
Од 14. до 16. веку овај огранак породице Богуновић, прешао је са православља на католичку хришћанску веру. Аранђеловдан је била њихова породична крсна слава. Овај хришћански празник се прославља 21. новембра (8. новембра по старом календару). Иначе, сам Свети Архангел Михаило сматран је заштитником управо лозе Немањића. Занимљив је податак, да су 1912. године у Баћини, као своју крсну славу Богуновићи-католици још увек славили Аранђеловдан. У српском народу ова се слава данас налази на другом месту по броју људи који је славе. У Далмацији (код Срба католика) овај светац је познат као Св. Мијовил или Св. Миховил. Са друге стране, међу православним породицама братства Богуновића ову исту славу (Св. Архангел Михаило, тј. Аранђеловдан), слави породица Марчета у северној Далмацији (насеље: Жегар).
Богуновићи који су прешли на католичку веру временом су хрватизовани, тако су до 20. века већ у потпуности изгубили свој српски национални идентитет.
Горепоменути прозелтистички процес циклично се одигравао међу српским морлачким становништвом у Далмацији, Лици, Славонији, Барањи, као и савременој Војводини, односно данашњој Румунији (Трансилванији и Влашкој), где се исто насељавало (међу своје сународнике).
Угледни Сењанин, Лујо И. Бакотић (1867-1941), о овом процесу покатоличења, наводи следеће:
»Врло важну улогу и највеће заслуге у покатоличењу православних у Далмацији имали су фратри реда св. Фране. Пре свега, они су покатоличили Неретљане, а у 17. веку ти исти фратри у својим списима истичу да су 25.000 Морлака обратили у католичко јединство и на послушност папи, благодарећи заштити архибискупа Стипана и побожних млетачких заповедника.«
У горњем тексту се помиње Млечанин, Стефано Козма (1629-1707), тј. итал. Stefano Cosmi, надбискуп Сплита (период: 1683-1707), који је на ову функцију именован још 1678. године, а који је у Далмацији агресивно спроводио одлуке Триденског сабора (1545-1563), односно одлуке које је донела Римска курија (лат. Curia Romana), као врховно административно тело Свете столице (лат. Sancta Sedes). Римска курија је још у току рада сабора (али и по његовом завршетку), оснивала посебна прозелитистичка црквена тела, која ће бити инкорпорирана у ову комплексну верску институцију преко онога што називамо – „Collegium Illiricum“ („Collegium Illyrico-Hungaricum Bononiense“ — Болоња, 1553 / „Collegium Illiricum“ — Лорето, 1580 / „Collegium Croaticum Viennense“ — Беч, 1624) у циљу успешнијег спровођења покатоличавања српског православног становништва.

## Одабрани записи о братству и породици Богуновића
Више аутора је писало о братству Богуновића, о њиховом пореклу или о њиховим припадницима.
- Владислав К. Скарић (1869-1943) „Поријекло православног народа у сјеверозападној Босни“ (pp. 29, Гласник Земаљског музеја, Сарајево, 1918) наводи податке до којих је дошао о породици Богуновић: »Таква једна старија породица су Богуновићи, који су по породичној традицији дошли из Рашке под Бјелај. Послије су се дигли и отишли у Зрмању (изворни крај ријеке Зрмање), па су се одатле раширили по Лици, сјеверној Далмацији и сјеверозападној Босни. Њихови су братственици Бероње, Ковачевићи, Пашићи и Пјанићи. Сви славе Св. Јована...« На једном другом месту (pp. 30) он каже: »... Богуновићи по правним традицијама донесеним из Рашке били су прије наизмјенце Поповићи и Ковачевићи...«

За разумевање горњих навода треба знати да се Рашка област (тада најјачи српски посед) у средњем веку простирала на запад кроз српске крајеве све до реке Неретве.
- Јован Т. Цвијић (1865-1927) „Насеља и порекло становништва“ (књига 20. pp. 348, Српски етнографски зборник у издању Српске краљевске академије, Београд, 1925). У делу текста Поуње у Босанској Крајини почев од стране 348, један од аутора, Милан Карановић (1882-1955) каже: »Богуновићи су (по Вл. Скарићу) од Рашке. То сам чуо и од њихових братственика у Лици, да су од Старе Србије. Нина Ковачевић, старац од 75 година из Малог Радића прича о пореклу свога рода ово: пре 300 год. пали су на Змијање под Бјелај. Када су жене набијале конопље, изгори им кућа и у њој тапије.«; »Тада им Турци отму земље и они се склоне у Далмацију, управо када је Млетачка истисла Турке из Далмације. Када је Стојан Јанковић истерао Турке из Лике, пресели један огранак у Лику у Зрмању. Ту их се брзо народи толико да су се морали расељавати. Исели их 7 браће пре 150. у Врановину у Бјелајском пољу. И ту нису могли да се скрасе и преселе се у Дољане. Један брат је био ковач«.

У другом делу текста на pp. 349–350, аутор каже: »О томе се толико сачувало да су "некако једно" па се ето "разродило". Због тога сто су се разграњавали у Далмацији, Лици и Босанској Крајини то се племе Богуновића може разврстати у три групе родова.«; »Ни један ми случај није познат да су се између се женили.«; »У првој су групи Богуновићи 21 к. у десет насеља; Ковачевићи 97 к. у 21 н.; Пашићи 31 к. у 6 н.; Пјанићи 3 к.; Анушићи 10 к. у 4 н.; Мазалице 12 к. у 6 н.; Бундале 4 к. у 2 н. и Ђурашиновићи 5 к. свега је од ове гране 183 куће.«; »У другој су у Далмацији разрођеној групи најјачи Адамовићи. Из Далмације су пали пре 200. у Смољану више Босанског Петровца. Ту побију Турке, јер су им хтели да проведу силу на слави, па побегну преко планине у ову област, а једни у Прекосање.«; »У овој су групи: Адамовићи 27к. у 9 н.; Марчете 24 к. у 5 н.; Стојановићи 16 к. у 8 н.; Грмуше 25 к. у 18 н. и Татићи 15 к. у 5 н. Свега 107 кућа.«; »У трећој су личкој групи Миљуши - Обрадовићи и Крајиновићи. Има их у овој области: Миљуша 26 к. у 13 насеља; Обрадовића 18 к. у 7 н.; Цвјетичани 27 к. у 11 н.; Познана 7 к. у 4 н.; Борића 6 к. у 3 н.; Крајиновића 10 к. у 6 н.; Шкундрића 6 к. у 4 н.; Врањеша 5 к. у 2 н. и Ракића 1 к.«; »Свега је братства Богуновића у овој области 396 кућа са 22 презимена и сви славе св. Јована.«; »У Лици је самих Богуновића 79 к. у 8 насеља.«; »Од познатих су истакнутих људи из ових група родова: војвода из устанка 1875-78. Тривун Бундало из Хашана и поп Вајан Ковачевић, задњи лички хајдучки харамбаша Лаза Шкундрић, и организатор аустријске жандармерије у Босни генерал Емануел Цвјетићанин.«; »Изразитих је њихових племенских особина, борбености и ретке смелости поп Миле Богуновић из Врела, који је умро 1915, интерниран у Араду«.
У истој књизи на страни 386, аутор каже следеће: 
 »Досељених родова с Ј. и Ј. И има загаситије комплексије (од црномањасте до смеђе у нијансама) и отвореније плаве. Изгледа да их је од свих тих родова 66% загаситије, а 33% отвореније комплексије.« 
»Више су загаситије комплексије групе родова: Гаковићи (најцрње масти) Богуновићи, Поповићи, Дмитровићи (по предању огранак рода Стојана Новаковића), Бероње, Радаковићи, Узелци, Добројевићи, Кондићи, Јеличићи, Срдићи, Рајилићи, Стојаковићи, Богдановићи и Качавенде. Отвореније су комплексије највећа група родова, који су пореклом с Ј.: Родић-Стојисављевић и Лалић-Прица.« »Поред њих су отвореније комплексије, али другог карактера, група родова: Мајсторовић-Ћулибрк и Бањац-Латиновић. Виолентност Крајишника установио је Цвијић упоређујући их са Црмничанима у Црној Гори. Она је најизразитија код родова, који су пореклом с Југа и загаситије комплексије. Код њих има највише смелости, борбености, експанзивности и епског заноса. На њима се даду пратити наступи плаховитости и убојитости. Дали су највећи број хајдука и војвода у устанцима.« »Најпопуларније су војводе у устанку 1875-78. из родова, који су старином с Ј. и Ј. И.: хајдук Пеција Поповић, Триво Амелица, Голуб Бабић, Триво Бундало, поп Вајан Ковачевић, Симо Давидовић и поп Јово Гак.« »Помињана је плодност групе родова Родић-Стојисављевић. Пада у очи њихова способност да се прилагоде свакој средини, опортуни су у политици и воле власт по сваку цену; добри су трговци«
- Бранко Ј. Бокан „Општина Сански Мост“ (књига/део I, до јула 1941, Борба, Београд, 1974). У делу књиге (pp. 97) где говори о породицама које настањују подручје Санског Моста он на средини странице каже: »Шкундрићи су се у Лици звали Богуновићи и род су са Ковачевићима, Бундалама, Цветичанима, а сви су се раније, у Лици звали Богуновићи.«[29]; »Према причањима Лазе Шкундрића, посљедњег личког харамбаше, који је хајдуковао 16 година, Шкундрићи су из Херцеговине. Тамо су убили бега, побјегли и населили се у Бјелајско поље. Херцеговачки Турци сазнају за њих, па су морали поново да бјеже, овај пут преко Грмеч-планине у крај око Паланке« Триво Бундало - Богуновић (1842-19??) Као један од Боканових извора појављује се и књига „Из старог завичаја“ (Матица српска, Нови Сад), написана од стране Будислава-Буде Будисављевића - Приједорског (1843-1919).
- Милан Дивјак - Лички (1948-): „Лички календар за сваку годину“ (Нови Сад, 1997). У делу књиге у коме говори (поднаслов: Да се не заборави да су Срби живјели у Лици и Крбави) даје списак неких места из овог краја (бивше СФРЈ) у којима су пре 1991, живеле поједине породице (а поред осталих и припадници племена Богуновића).

Како је Дивјак забележио Богуновићи су живели у следећим насељима на овом подручју (у загради су наведене породице које припадају овом племену):
- Доњи Лапац (Богуновић, Ковачевић, Обрадовић и Цветичанин),
- Госпић (Адамовић, Ковачевић, Крајновић, Обрадовић, Стојановић и Шкундрић),
- Грачац (Богуновић, Ковачевић, Марчетић, Миљуш, Обрадовић, Цвјетичанин и Цветичанин),
- Кореница (Борић, Ковачевић, Познан, Стојановић и Цвјетичанин),
- Оточац (Борић, Ковачевић, Стојановић и Цвијановић),
- Плашки (Стојановић и Цветичанин),
- Плитвичка језера - Мукиње и Плитвице (Борић, Ковачевић и Марчетић),
- Срб (Богуновић, Марчетић, Миљуш и Обрадовић),
- Теслинград (Богуновић, Обрадовић, Стојановић, Цвјетичанин и Шкундрић),
- Удбина (Ковачевић и Цвјетичанин),
- Велика Попина - Зрмања (Шкундрић),
- Врховине (Борић, Крајновић, Миљуш, Стојановић и Цвјетичанин),
- Дабар (Цветичанин, Цвијетичанин и Цвјетичанин),
- Дољани - Доњи Лапац (Богуновић, Миљуш, и Обрадовић),
- Косињ (Цвијановић),
- Медак (Борић),
- Личко Петрово Село (Адамовић, Цветичанин, Цвијетичанин и Цвјетићанин).

Проф. Никола В. Лакета (1949-), историчар: »Према књизи Милана Дивјака, а по казивању старих, Пјанићи су пореклом од Богуновића, који су из Старе Србије преко Црне Горе, Херцеговине, Босне доселили у северну Далмацију у Плавно. Одатле након 1689. године, пређоше у Лику, у Зрмању. У Лици се Богуновићи народише те се прозваше другим презименима и раселише по Лици и Босанској Крајини. Једни од њих су Пјанићи. Пјанићи као и Богуновићи славе светог Јована.«

## Истакнуте личности из братства/породице
Бројне су истакнуте личности које потичу из братства Богуновића:
- Милош Богуновић (16??-1689), српски граничарски „капетан“ (обласни командант);
- Гргур Дамић Богуновић (16??-17??), српски „ускочки јунак“, тј. један од петорице неретљанских ускока, које је одликовао Маркантонијо Ђјустиниан (1619-1688), тј. итал. Marcantonio Giustinian дужд Млетачке републике (владао: 1684-1688), а за херојско освајање (јун 1685) „Норинске куле“, у време када је млетачку војску (током Морејског рата: 1684-1699) предводио Пијетро Валијери, тј. итал. Pietro Valier, генерални провидур за Далмацију и Албанију, тј. итал. Provveditore generale in Dalmazia ed Albania (владао: 1678-1680 и 1685-1686);
- Никанор Богуновић - Скочић[30] (1735-1792), генерални викар (лат. vicаrious — уместо) Далмације (1783-1792), и архимандрита манастира Крка. Од 1781. године, духовну јурисдикцију, над српским православним свештенством и народом у Далмацији, Истри и Боки Которској, имао је епископ са седиштем у Венецији;
- Хајдук Лазар-Лазо Шкундрић (1825-1901), последњи лички хајдучки вођа (харамбаша: 1862-1865), који је хајдуковао 16 година (1849-1865);
- Војвода Тривун-Триво Бундало (1842-19??), српски вођа у "Босанско-херцеговачком устанку" (1875-1878);
- Војвода поп Василије-Вајан Ковачевић (1844-1896), српски вођа у "Босанско-херцеговачком устанку" (1875-1878);
- Поп Миле Богуновић (18??-1915), српски вођа у "Босанско-херцеговачком устанку" (1875-1878);
- Манојло-Емануел И. Цвјетићанин (1833-1919), аустроугарски барон и фелдмаршал-лајтнант;
- Михајло-Милош С. Богуновић (1854-1937), учитељ, српски национални радник и четник, а у Првом светском рату (1914-1918) официр штаба Савске дивизијске области, и носилац више престижних војних одликовања, међу којима се истичу Сребрни војнички орден Карађорђеве звезде са мачевима — № 15965 (орден је установљен 28. маја 1915. године), Крст милосрђа (орден је установљен 7. маја 1913. године), Георгијевски крст (рус. Георгиевский крест) руског цара (орден је установљен 13. фебруара 1807. године)[31];
- Петар М. Богуновић (1883-1944), учитељ, соколски вођа, политичар и педагошки писац;
- Душан М. Богуновић (1888-1944), учитељ, народни посланик ЈРЗ и педагошки писац;
- Др Младен Стојановић (1896-1942), лекар, организатор устанка у Босанској Крајини, народни херој Југославије;

- Тадија Анушић (1896-1942), основао је Странку радног народа 1938. године, народни херој "народноослободилачке борбе" (НОБ);
- Академик проф. др Сретен Стојановић (1898-1960), редовни члан Српске академије наука и уметности (САНУ) и чувени југословенски (читај: српски) скулптор, професор му је био познати француски скулптор Émile Antoine Bourdelle;
- Никола-Никша Ј. Богуновић (1908-1941), национални радник и свештеник, тј. парох Епархије горњокарловачке Српске православне цркве у Доњем Лапцу у Лици,[32]
- Четнички војвода Бранко-Бране И. Богуновић (1911-1945), помоћник команданта Динарске четничке дивизије (ДЧД);
- Академик проф. др Владимир Д. Богуновић (1912-1986), са Грађевинског факултета Универзитета у Београду, редовни члан Српске академије наука и уметности (САНУ), Одељење техничких наука;
- Урош И. Богуновић -Роца (1914-2006), генерал-мајор ЈНА и народни херој Југославије;
- Милан Цвјетичанин (1915-1963), мајор Југословенске војске у отаџбини и командант четничког корпуса „Гаврило Принцип“ (у оквиру Динарске четничке дивизије);
- Угљеша П. Богуновић (1922-1994), чувени београдски архитекта, пројектант торња на Авали;
- Академик проф. др Илија Стојановић (1924-2007), редовни члан Српске академије наука и уметности (САНУ), оснивач је модерне Катедре за телекомуникације, коју је водио 19 година, а потом ради као управник Завода за телекомуникације и рачунарску технику. Током 1984. године председава у Комитету за планирање FM радиодифузије. Следеће године изабран је за председника Светске конференције за коришћење геостационарне сателитске орбите, а 1987. године председава Панелом експерата организације "IFRB" (International Frequency Registration Board);
- Вице-адмирал Петар Богуновић (1924-2012), коме је 1983. године престала активна служба у ЈНА.
- Академик проф. др Љубиша Ракић, Медицински факултет, Универзитет у Београду; управник Центра за научноистраживачки рад Клиничког центра Србије у Београду, потпредседник Српске академије наука и уметности (САНУ) за природне науке, Одељење медицинских наука. Црногорска академија наука и уметности (ЦАНУ) - дописни члан од 1973. године; Національна академія наук України (НАНУ) - редовни члан од 1978. године. Академија наука и уметности Босне и Херцеговине (АНУ БиХ) - домаћи члан од 1984. године; New York Academy of Sciences (NYAC) - члан; Академия наук СССР (данас - Российская академия наук) - инострани члан од 1982. године;
- Академик проф. др Бранко Шкундрић, члан Академије наука Републике Српске;

- Проф. др Петар Шкундрић, Технолошко-металуршки факултет, Катедра за текстилно инжењерство, Универзитет у Београду, а једно време (1991-1992) обављао је и функцију секретара Социјалистичке партије Србије (СПС), министар Рударства и енергетике у Влади Србије (2008-2012);
- Никанор (Вељко) Богуновић, Епископ банатски, тј. владика Српске православне цркве (СПЦ);
- Пуковник Момчило Богуновић (1951-1993), командант „92. Бенковачке бригаде“, 7. Далматинског корпуса Српске војске Крајине.
- Ђорђе Богуновић, потпредседник Скупштине Републике Српске Крајине;
- Борислав Богуновић, министар полиције Српске аутономне области (САО): "Славонија, Барања и Западни Срем", и потпредседник Скупштине Републике Српске Крајине;
- Проф. др Данијел Цвјетичанин, Економски факултет, Универзитет у Београду;
- Проф. др Јован Миљуш (1941-1980), Пољопривредни факултет, Универзитет у Новом Саду;
- Проф. др Милан Крајиновић, Пољопривредни факултет, Универзитет у Новом Саду;
- Проф. др Никола Богуновић, Факултет електротехнике и рачунарства, Одељење за информационе системе (хрв. Odjel za informacijske sustave), Универзитет у Загребу (хрв. Zagrebačko sveučilište);
- Проф. др Александар Богуновић, Економски факултет, Универзитет у Загребу (хрв. Zagrebačko sveučilište);
- Проф. др Матко Богуновић, Агрономски факултет, Универзитет у Загребу (хрв. Zagrebačko sveučilište);
- Слободан-Гиша У. Богуновић, члан Академије архитектуре Србије, историчар архитектуре и писац;
- Проф. др Мирко Зуровац, редовни професор на катедрама за Естетику и Онтологију Филозофског факултета у Београду и члан Одбора за Филозофију и друштвену теорију, при Српској академији наука и уметности (САНУ);
- Слободан Цветичанин, оперски певач (баритон), првак Опере Хрватског народног казалишта (ХНК) у Осијеку;
- Небојша Богуновић, српски публициста;
- Др Невен Цветићанин, научник и посланик у Народној Скупштини Републике Србије (2012-2014), виши научни сарадник на Институту друштвених наука у Београду;
- Немања Богуновић, познати београдски музичар (класична гитара), који је данас настањен у Дубровнику.

## Породице које чине братство Богуновића
Српско братство Богуновића чине разне породице, које данас носе 39 различитих презимена (са варијантама чак 50 презимена), а готово свима је Крсна слава „Јовањдан“ (Свети Јован Крститељ), јер је свега пар породица мењало своју оригиналну славу.
Познато је да Срби нерадо мењају Крсну славу, а ако су то икад и учинили то је искључиво био резултат неких тешких недаћа које су погодиле конкретну породицу, а за које по народном веровању ово представља неку врсту задњег покушаја измене судбине у позитивном смеру.
Код породица са презименом Богуновић у северној Далмацији (насеља: Биљане Доње, Бенковац, Запужане, Раштевић, Радашиновци, Медвиђа, Јагодња доња, Какма и Булић) и северозападној Босни односно у Босанској Крајини (насеља: Збориште и Агићи), присутне су спорадично и следеће Крсне славе: Св. Георгие, тј. Ђурђевдан, Св. Алимпије Св. Стеван; код Марчетића у северној Далмацији (насеља: Книн, Кољани и Сињ): Св. Архангел Михаило, тј. Аранђеловдан; код Марчета у северној Далмацији (насеље: Жегар): Св. Стеван, код Пашћа у северној Далмацији (насеље: Отон): Св. Стефан; код Ракића у северној Далмацији (Буковић, Бенковац, Вариводе и Ђеврске): Св. Никола и Св. Георгие, тј. Ђурђевдан; код Татића у северној Далмацији (насеље: Кањане): Св. Никола; код Врањеша у северној Далмацији (насеља: Бенковац и Цетина): Св. Никола, код Борића у Босанској Крајини (насеља: Дринић, Љусина, Матаваза, Отока, Рипач, Стабанџа, Хргар и Цазин): Св. Пантелија.
 Братство (Богуновића) чине породице:
- Адамовић (уз варијанту истог презимена: Адам);
- Анушић;
- Бероња;
- Богуновић;
- Бодирога[34];
- Борић (грана породице Цвјетићанин);
- Бундало;
- Врањеш;
- Грмуша;
- Дамић;
- Ђурашиновић;
- Журовић (уз варијанту истог презимена: Зуровић);
- Зуровац (пореклом су од породице Журовић/Зуровић);
- Зухрић (исламског су верског опредељења, а пре преласка на ислам Крсна слава им је била св. Јован, пореклом су од православне породице Журовић/Зуровић);
- Јосиповић (грана породице Ковачевић);
- Ковачевић;
- Крајиновић (уз варијанту истог презимена: Крајновић);
- Кубурић (грана породице Миљуш);
- Мазалица[35];
- Мартиновић[36]
- Марчета (уз варијанту истог презимена: Марчетић);
- Мешкићи (грана породице Борић);
- Миљуш;
- Мркушић (раније Богуновић-Мркушић; лат. Merkusich / Marcusich);
- Обрадовић;
- Патић;
- Пашић;
- Пиљић (грана породице Борић);
- Пјанић;
- Поповић;
- Познан;
- Радановић[37] (грана породице Ковачевић);
- Ракић;
- Рамовић (исламског су верског опредељења, а пре преласка на ислам Крсна слава им је била св. Јован, пореклом су од православне породице Журовић/Зуровић)
- Стојановић;
- Татић;
- Томић (Томићи у Дрвару, село: Велики Штрпци. Ови Томићи су од рода Марчета. Старином су из Лике. Пре 130 година преселили су одавде њихови рођаци на Камен, код Гламоча и на Пркосе код Петроваца.);
- Цвјетићанин (уз варијанте истог презимена: Цвјетичанин, Цветичанин, Цвијетичанин и Цвијетићанин);
- Шкундрић (уз варијанте истог презимена: Шкундре и Шкондрић).

## Галерија
- Опис слике: Лазар Дане Шкундрић (1825-1901), последњи лички хајдучки вођа (харамбаша: 1862-1865), члан братства Богуновића.
Извор: „DYNASTIА NEMAGNICH ET GENUS FAMILIА BOGUNOUICH: Per vestigium documentorum archivi Ragusini“ (THE NEMANJIĆ DYNASTY AND ORIGIN OF THE BOGUNOVIĆ FAMILY: Tracing the documents of Dubrovnik Archive), Часопис „Chivalrous culture“ № 7 (2018).
- Опис слике: Војвода Голуб И. Бабић (1824-1910) на фотографији из 1898. године, у краљевско плавом оделу, које ће после њега носити војвода Бране Богуновић.
 Извор: „DYNASTIА NEMAGNICH ET GENUS FAMILIА BOGUNOUICH: Per vestigium documentorum archivi Ragusini“ (THE NEMANJIĆ DYNASTY AND ORIGIN OF THE BOGUNOVIĆ FAMILY: Tracing the documents of Dubrovnik Archive), Часопис „Chivalrous culture“ № 7 (2018).
- Опис слике: Четнички војвода Бранко И. Богуновић (1911-1945) у краљевско плавом оделу (са краја 17. века), које је пре њега носио војвода Голуб Бабић.
 Извор: „DYNASTIА NEMAGNICH ET GENUS FAMILIА BOGUNOUICH: Per vestigium documentorum archivi Ragusini“ (THE NEMANJIĆ DYNASTY AND ORIGIN OF THE BOGUNOVIĆ FAMILY: Tracing the documents of Dubrovnik Archive), Часопис „Chivalrous culture“ № 7 (2018).
- Опис слике: Илустрација племићког грба породице Богуновић-Мркушић из 1763. године.
Извор: „DYNASTIА NEMAGNICH ET GENUS FAMILIА BOGUNOUICH: Per vestigium documentorum archivi Ragusini“ (THE NEMANJIĆ DYNASTY AND ORIGIN OF THE BOGUNOVIĆ FAMILY: Tracing the documents of Dubrovnik Archive), Часопис „Chivalrous culture“ № 7 (2018).
- Опис слике: Апокрифни (илирски) грб српског Поморја, који се нашао на грбу Богуновића из Подгоре. Ово је de facto грб Хума, односно Раме (северне Херцеговине), који су хералдичари од 16. века (неформално) везивали за некадашњу Краљевину Босну (Рама и Босна су неретко од стране странаца изједначаване).

Документа — извори
- Опис слике: Утјех Вучковић из Загорја у Херцеговини, продаје робињу Тврдицу за десет дуката Цветку „Турчину“ Немањићу Богуновићу.
 Извор: „Historijski arhiv u Dubrovniku“ (Diversa Notariæ 11, fol. 73., 1. април 1373. године).
- Опис слике: Суд позива Цветка „Турчина“ Немањића Богуновића, у утврђеном српском средњовековном Граду Сребрници (Стругари, Крагујевац), да врати дуг Дубровачкој републици (1358-1808).
 Извор: „Historijski arhiv u Dubrovniku“ (Lettere. Lev., fol. 96., 15. јануар 1376. године).
- Опис слике: Суд позива Цветка „Турчина“ Немањића Богуновића, у утврђеном српском средњовековном Граду Сребрници (Стругари, Крагујевац), да врати дуг Дубровачкој републици (1358-1808).
 Извор: „Historijski arhiv u Dubrovniku“ (Lettere. Lev., fol. 96., 3. фебруар 1376. године).
- Опис слике: Цветко „Турчин“ Немањић Богуновић продаје робињу Годимилу, Фирентинцу, настањеном у Падови.
 Извор: „Historijski arhiv u Dubrovniku“ (Liber dotium II, fol. 26., 12. август 1386. године).
- Опис слике: У песми (Писма од витезова приморских), која се налази у овој књизи (pp. 227-231), Андрија Качић Миошић слави јунаштво „ускока“, који су освојили (1684) Норинску кулу, а међу њих пет (5) аутор спомиње и Гргура Дамића Богуновића (pp. 231).
 „... Силни јунак у Баћини бише,
 старином се Богуновић пише,
 а придивком Дамићу Гргуре,
 сиви соко рата од Морије...“